# Iltifatganj Bazar
Iltifatganj Bazar là một thị xã và là một nagar panchayat của quận Ambedaker Nagar thuộc bang Uttar Pradesh, Ấn Độ.

## Nhân khẩu
Theo điều tra dân số năm 2001 của Ấn Độ, Iltifatganj Bazar có dân số 11.339 người. Phái nam chiếm 52% tổng số dân và phái nữ chiếm 48%. Iltifatganj Bazar có tỷ lệ 55% biết đọc biết viết, thấp hơn tỷ lệ trung bình toàn quốc là 59,5%: tỷ lệ cho phái nam là 60%, và tỷ lệ cho phái nữ là 49%. Tại Iltifatganj Bazar, 20% dân số nhỏ hơn 6 tuổi.